# 郜獻珂
郜獻珂（1602年—1688年），字德章，號潛庵，直隸大名府開州長垣縣民籍，山西潞安府長治縣人。明朝、南明政治人物。

## 生平
郜永春之孫。万历三十年壬寅二月二
十一日（1602年3月14日）出生，父郜和鳳早死，母崔氏殉節，由外祖父崔景榮撫養。崇禎六年（1633年）癸酉科順天鄉試中舉，十三年（1640年）庚辰科進士。先在戶部觀政，獲授壽陽縣知縣，調曹縣知縣。劉澤清的部下在縣內作惡，郜獻珂治理並寬免士兵，李青山作亂，他又帶領十萬兵力擊敗，向京師獻俘。不久郜獻珂考績廉吏第一，徵用為兵部職方司主事，但未至到任北京已經失守，走入曹州。十七年（1644年）七月，他和張成福約定在桃源起兵，斬殺李自成部將宋朝臣，於山陽跟隨劉澤清，謁見史可法，為圖謀恢復河北，改任吏部驗封司主事。弘光帝出逃，郜獻珂不及同行，在南直隸和浙江隱居，屢次獲薦均不復出，康熙二十七年戊辰（1688年）卒，終年八十七歲。有子郜焕元。

## 引用
1. ↑  《崇祯十三年庚辰科进士三代履历》：郜献珂，曾祖壬，赠御史；祖永春，阳和兵备按察使，前御史；父和凤。德章，易四房，甲寅年二月二十一日生，长垣县人，癸酉八十八名，会试二百四十五名，三甲一百十六名，户部观政。
2. 1 2  宋廣民主編《长垣古代名人传》
3. 1 2  錢海岳《南明史·卷三十五·列傳第十一》：郜獻珂，字德章，長垣人。崇禎十三年進士。授壽陽知縣，調曹縣。劉澤清部為虐，治之不少貸。李青山亂，率眾十萬破之，獻俘京師。以廉吏第一，徵職方主事。未至，北京亡，入曹州。
4. ↑  田兰芳《逸德轩文稿》卷三《吏部验封司主事郜公
墓碣》載：“公生于万历壬寅二月二十一日寅时，卒于康熙
戊辰（二十七年,1688年）八月十四日酉时，得年八十有七。”錢海岳《南明史·卷三十五·列傳第十一》：“七月，約張成福起兵桃源，斬自成將宋朝臣，已從澤清淮上，謁史可法，為規復河北策，改驗封。安宗出狩，從扈不及，隱居直、浙，屢薦不起。卒年八十七。”